# Mercadona
Mercadona – jeden z największych w Hiszpanii operatorów sieci supermarketów. Działa zarówno na kontynencie europejskim, jak również na Balearach i Wyspach Kanaryjskich.
Założycielem firmy był w 1977 roku Francisco Roig. Siedzibą jest Walencja. Nazwa pochodzi z dialektu walenckiego, gdzie mercat oznacza rynek, a dona – kobietę. Średnia powierzchnia sklepu wynosi 1300 m² (2010). Mercadona rozwinęła się znacząco w latach 80. i 90. XX wieku, m.in. poprzez przejęcia innych drobniejszych sieci. Obecnie jest jedną z największych firm rodzinnych na świecie.